# Schahr-e Kord (Verwaltungsbezirk)
Schahr-e Kord (persisch شهرستان شهرکرد) ist ein Schahrestan in der Provinz Tschahār Mahāl und Bachtiyāri im Iran. Er liegt südlich der Landeshauptstadt Teheran, im Nordwesten der Provinz. Die Hauptstadt des Kreises ist Schahr-e Kord. 

## Demografie
Bei der Volkszählung 2016 betrug die Einwohnerzahl des Kreises 315.980. Die Alphabetisierung lag bei 90 Prozent der Bevölkerung. Knapp 91 Prozent der Bevölkerung lebten in urbanen Regionen.
| Zensusjahr | Einwohnerzahl |
| ---------- | ------------- |
| 2011       | 275.006       |
| 2016       | 315.980       |